# Membrana permeable
Una membrana permeable es aquella que puede ser atravesada por solventes y solutos.
La permeabilidad de la membrana celular depende principalmente de la carga eléctrica de una molécula, y en menor medida de la masa molar de esta. Las moléculas pequeñas y de una carga neutra traspasan más fácilmente a través de la membrana celular.